# Artem Weschenkow
Artem „veeea“ Weschenkow (russisch Артем Веженков; englische Transkription Artem Vezhenkov) ist ein professioneller russischer Pokerspieler. Er führte für 3 Wochen die Onlinepoker-Weltrangliste an.

## Pokerkarriere

### Online
Weschenkow spielt seit August 2009 Onlinepoker. Er gewann durch Turnierpoker bislang mehr als 10,5 Millionen US-Dollar, womit er zu den erfolgreichsten Onlineturnierspielern zählt. Den Großteil dieser Preisgelder von über 7,5 Millionen US-Dollar erspielte sich der Russe als veeea auf der Plattform PokerStars, auf der er u. a. 2013 sowie 2017 jeweils ein Turnier der World Championship of Online Poker gewann und 2015 ein Event der Spring Championship of Online Poker für sich entschied. Im Dezember 2019 gewann er auf PokerStars das Main Event der High Rollers und erhielt sein bisher höchstes Preisgeld von über 450.000 US-Dollar. Vom 20. Januar bis 9. Februar 2016 stand Weschenkow für 3 Wochen in Serie auf Platz eins des PokerStake-Rankings, das die erfolgreichsten Onlinepoker-Turnierspieler weltweit listet.

### Live
Seine erste Geldplatzierung bei einem Live-Pokerturnier erzielte Weschenkow Mitte Juni 2011 bei einem Event in der Variante No Limit Hold’em im ukrainischen Odessa. Im August 2013 spielte er bei der World Poker Tour im nordzyprischen Kyrenia und erreichte sowohl beim Main Event als auch beim High Roller die bezahlten Plätze, wofür er mehr als 60.000 US-Dollar erhielt. Nachdem der Russe von 2014 bis 2017 keine Live-Geldplatzierungen hatte aufweisen können, erzielte er ab August 2018 mehrere Turniererfolge in Sotschi bei Events von partypoker Live und der European Poker Tour. Im Juni 2021 gewann er das Main Event des Sochi Poker Festival mit einer Siegprämie von umgerechnet knapp 85.000 US-Dollar. Bei der Triton Poker Series in Kyrenia erzielte Weschenkow im September 2022 drei Geldplatzierungen und sicherte sich Preisgelder von knapp 750.000 US-Dollar.
Insgesamt hat sich Weschenkow mit Poker bei Live-Turnieren knapp 1,5 Millionen US-Dollar erspielt.